# Kanal 2
Kanal 2 (Canalul 2) este un canal de televiziune privat din Estonia.
Canalul a fost fondat de Ilmar Taska și a început să emită la 1 octombrie 1993. Inițial, programul a fost difuzat doar în weekend, dar din 17 decembrie a fost transmis în fiecare zi. Canalul 2 aparține Postimees Grupp, cel mai mare grup media din statele baltice.
Din 1995, compania norvegiană de presă Schibsted ASA este acționar major la Kanal 2 și deține aproape toate acțiunile din 2001. Kanal 2 deține încă două canale, Kanal 11 și Kanal 12. Ambele transmit emisiuni TV de divertisment general, dar Kanal 11 este axat pe programe pentru femei, iar  Kanal 12 este axat pe programe pentru bărbați.

## Programe
Este posibil ca lista să nu reflecte gama actuală de emisiuni de televiziune.

### Estone
- Baar (Barul)
- Jumal tänatud, et sa siin oled! (Slavă Domnului că ești aici)
- Kelgukoerad (seria criminală)
- Kuldvillak (Jeopardy!)
- Kuum hind (Prețul este corect)
- Reporter (program de știri zilnic)
- Reporter + (program săptămânal de știri)
- Saladused (Secretele)
- Tantsud tähtedega (Dancing with the Stars)
- Tõehetk (Nada más que la verdad)
- Ühikarotid (dramă cu adolescenți estoni)
- Pilvede all (Sub nori) serial dramatic

### Străine

#### Animație
- Futurama

#### Emisiuni pentru copii
- 2 câini proști
- Aaahh!!! Monștri adevărați
- Alvin și veverițele
- Animaniacii
- Biker Mice from Mars
- Câinele Pisică
- Catscratch
- Chaplin & Co
- DuckTales
- Miss Moon
- Mr. Bean
- Oggy și gândacii
- Aventurile lui Rocko
- Băiatul veveriță
- Super 4
- Teletubbies

#### Telenovele
- Acorralada (Destine furate)
- Amor Descarado
- Amores de mercado
- Bianca - Wege zum Glück
- Contra viento y marea
- Destilando Amor
- En nombre del amor (În numele iubirii)
- Gata Salvaje
- Julia - Wege zum Glück
- Mar de amor
- Milagros
- Olvidarte jamás
- Rosangélica
- Soñadoras
- Victoria

#### Comedii
- Andy Richter Controls the Universe
- Desperate Housewives
- Due South
- Friends
- Hang Time
- Inspector Rex
- Joey
- Las Vegas
- Married... with Children
- Men in Trees
- Police Academy: The Series
- Pushing Daisies
- Sabrina, the Teenage Witch
- The Middle
- Two and a Half Men
- Two Guys and a Girl
- Ugly Betty
- What I Like About You

#### Soap
- Home and Away
- Santa Barbara

#### Seriale dramatice
- 90210
- Alcatraz
- Bad Girls
- Brothers & Sisters
- C-16: FBI
- Charmed
- Chicago Fire
- Close to Home
- Cold Case
- Criminal Minds
- Da Vinci's Inquest
- Dexter
- Dirt
- Everwood
- Footballers' Wives
- Footballers' Wives: Extra Time
- Fringe
- Gossip Girl
- Heartbreak High
- Heartland
- Higher Ground
- Highlander: The Series
- Indian Summers
- Invasion
- Judging Amy
- Kyle XY
- Locked Up
- Lost
- MacGyver
- Major Crimes
- McLeod's Daughters
- Medical Investigation
- Medium
- Mile High
- Muhteșem Yüzyıl
- Muhteșem Yüzyıl: Kösem
- NCIS
- NCIS: Los Angeles
- A Nero Wolfe Mystery
- Nip/Tuck
- Nowhere Man
- Person of Interest
- Renegade
- Rizzoli & Isles
- Rome
- Russian Dolls: Sex Trade
- Satisfaction
- Silk Stalkings
- Supernatural
- Terminator: The Sarah Connor Chronicles
- The Blacklist
- The Border
- The Closer
- The Following
- The Immortal
- The Mentalist
- The Mountain
- The O.C.
- The Shield
- To Have & to Hold
- V
- Walker, Texas Ranger
- Without a Trace
- Young Lions

#### Reality-show
- America's Got Talent
- America's Next Top Model
- Forensic Investigators
- I Shouldn't Be Alive
- Ladette to Lady
- My Bare Lady
- Nanny 911
- Pussycat Dolls Present: The Search for the Next Doll
- So You Think You Can Dance
- Supernanny
- The Amazing Race
- The Bachelorette
- The Cut
- The Virtual Revolution
- Zero Hour